# Елеохорија
Елеохорија (грч. Ελαιοχώρια) је насељено место у општини Нова Пропонтида у периферији Средишња Македонија, Грчка. Према попису из 2021. године било је 328 становника.
Насеље се састоји од некадашње две турске махале, Даутли и Доброли, које су 1900. године имале 90, односно 85 житеља. Године 1924. турско становништво је принудно исељено у Турску а на њихово место су насељене грчке избегличке породице. Од 1940. године махале се спајају под именом Елеохорија са 321 становником.